# استیل‌اندیول
استیل‌اندیول (به انگلیسی: Acetylenediol) با فرمول شیمیایی C۲H۲O۲ یک ترکیب شیمیایی با شناسه پاب‌کم ۹۹۴۲۱۱۵ است. که جرم مولی آن ۵۸٬۰۷ g/mol می‌باشد. 